# الوهابية
الحركة(1) الوهابية أو الوهَّابية اختصارًا، هي حركة دينية إصلاحية إسلامية سنية قامت في منطقة نجد وسط شبه الجزيرة العربية في أواخر القرن الثاني عشر الهجري (الموافق للقرن الثامن عشر الميلادي) على يد الشيخ محمد بن عبد الوهاب (1703 - 1792)، دعت الحركة إلى ما تسميه تنقية العقيدة الإسلامية مما اعتبرته «شركًا وبدعًا» دخلت على الإسلام، والعودة إلى «التوحيد الخالص» وفق فهم السلف الصالح.  ارتبطت الوهابية ارتباطًا وثيقًا بالحكم السعودي منذ تحالف محمد بن عبد الوهاب مع الأمير محمد بن سعود عام 1744م، وهو ما شكّل الأساس الديني والسياسي للدولة السعودية الأولى.  تحالف إمام الحركة الشيخ محمد بن عبدالوهاب مع الأمير محمد بن سعود (حاكم الدرعية آنذاك) في اتفاقية عرفت بـ«ميثاق الدرعية»(1157هـ،1744م)، بهدف نشر الدعوة السلفية التي نشأت على إثر الاتفاقية الدولة السعودية الأولى، التي سيطرت على اجزاء واسعة شبه الجزيرة العربية وأجزاء من العراق والشام واليمن.بدأت الحركة بـالدرعية بنجد، حيث دعا محمد بن عبد الوهاب الى تصحيح الممارسات الدينية التي اعتبرها مخالفة للتوحيد، مثل التوسل بالقبور والبدع،وسعى لاعادة الناس لما رأه «نهج الاسلام الصحيح»، و واجهت دعوته رفض من ابناء البلدات التي ارادت التمسك بتلك الممارسات، فتحالف مع الامير محمد بن سعود، لتصحيح ما رأوه «انحرافات بالعقيدة الاسلامية».
في عام 1233هـ/1818 حاصرت القوات العثمانية بقيادة إبراهيم باشا ابن والي الدولة العثمانية بمصر محمد علي باشا الدرعية عاصمة الدولة السعودية الأولى ودمرتها فيماعرف بالحرب السعودية العثمانية، على الرغم من ذلك أسس الوهابيون وال سعود الدولة السعودية الثانية على يد تركي بن عبد الله آل سعود، و توسعت بشكل محدود على عكس سابقتها غير أنها سقطت بسبب الصراع والحروب الداخلية عام 1309هـ/1891م، ثم قامت الدولة السعودية الثالثة  في أوائل القرن العشرين حاضنة ووارثة للدولة السعودية الأولى والثانية في علاقتها مع الدعوة الوهابية، تحت قيادة عبد العزيز بن سعود مؤسس المملكة العربية السعودية.
يرى دعاة الوهابية أنها جاءت لتصحيح الأوضاع الدينية و الاجتماعية المنحرفة التي اعتبروها «منحرفة وفاسدة» برأيهم، ويعتقدون انها  «تنقية لعقائد المسلمين» من العادات والممارسات التي التي اعتبروها «مخالفة للتوحيد»مثل التوسل والتبرك بالقبور وبالأولياء، والبدع.فيما يعتقد اتباع الوهابية بأنها دعوة إلى الأمر بالمعروف والنهى عن المنكر والرجوع إلى الإسلام الصافي، ويصفون محمد بن عبد الوهاب بمجدد الدين في القرن الثاني عشر، وأن منهجها هو طريقة السلف الصالح في اتباع القرآن والسنة.

## أصل التسمية
جاءت تسمية «الوهابية» بهذا الاسم نسبةً إلى مؤسسها الإمام محمد بن عبد الوهاب، والتسمية بحدّ ذاتها يرفضها أتباعها لاعتقادهم بأنها دعوة إسلامية، وأن الشَّيخ محمد بن عبد الوهاب لم يبتدع مذهباً جديداً في الإسلام لكنه كان يدعو إلى ما كان عليه الصحابة والأئمة الأربعة من اتباع القرآن وسنة رسول الله؛ لذا فإنهم يفضلون تسميتهم بالدعوة «السلفية»[متى؟] نسبة للسلف الصالح، أو اسم «أهل السنة والجماعة» باعتبارهم من وجهة نظرهم مصطلح أهل السنة والجماعة كمصطلح تاريخي له أهميته تتمسك به الصوفية وأصحاب المذاهب السنية،  وتجده حتى في أدبيات الفرق الكلامية من أشاعرة وماتريدية مما يجعله مصطلحاً خلافياً.
يقول الشيخ: «عقيدتي وديني الذي أدين الله به، هو مذهب أهل السنة والجماعة، الذي أئمة المسلمين، مثل الأئمة الأربعة، وأتباعهم إلى يوم القيامة»
ويقول الشيخ عبد اللطيف بن عبد الرحمن -رحمهُ الله-: «قد عرف واشتهر واستفاض من تقارير الشيخ ومراسلاته ومصنفاته المسموعة والمقروءة عليه وما ثبت بخطه وعرف واشتهر من أمره ودعوته وما عليه الفضلاء والنبلاء من أصحابه وتلاميذه: أنه كان على ماكان عليه السلف الصالح وأئمة الدين أهل الفقه والفتوى».
وأصل هذه التسمية إنما أطلقها خصوم الشيخ محمد بن عبد الوهاب على الشيخ وأتباعه لتنفير عموم المسلمين منهم، والطعن عليهم بمخالفتهم الأئمة الأربعة والمذاهب الفقهية المشهورة، على الرغم من أن دعوة الشيخ محمد بن عبد الوهاب تحفظ للأئمة الأربعة قدرهم وتعرف لهم منزلتهم.
ويقول: «فتأمل -رحمك الله- ماكان عليه رسول الله  وأصحابه بعده والتابعين لهم بإحسان إلى يوم الدين وما عليه الأئمة المقتدى بهم من أهل الحديث والفقهاء كأبي حنيفة ومالك والشافعي وأحمد بن حنبل رضي الله عنهم أجمعين لكي نتبع آثارها».
ويقول أيضاً:«وأما ماذكرتم من حقيقة الاجتهاد فنحن مقلدون الكتاب والسنة وصالح سلف الأمة، وما عليه الاعتماد من أقوال الأئمة الأربعة أبي حنيفة النعمان بن ثابت ومالك بن أنس، ومحمد بن إدريس، وأحمد بن حنبل رحمهم الله تعالى».
كما أن الشيخ يصرح بأنه على مذهب الإمام أحمد بن حنبل ولا ينكر على أتباع المذاهب الأخرى مالم يخالف مذهبهم الكتاب والسنة.
ويقول:«وأما مذهبنا فمذهب الإمام أحمد بن حنبل إمام أهل السنة، ولا ننكر على أهل المذاهب الأربعة إذا لم يخالف نص الكتاب والسنة وإجماع الأمة وقول جمهورها». ويقول أيضاً: «وأما المتأخرون رحمهم الله فكتبهم عندنا فنعمل بما وافق النص منها وما لا يوافق النص لا نعمل به».
كما أن أتباع الشيخ لم يدع أحد منهم مرتبة الاجتهاد المطلق لا للشيخ محمد ولا لغيره من تلاميذه وأتباعه.
يقول الشيخ عبد الله بن الشيخ محمد بن عبد الوهاب: «لا نستحق مرتبة الاجتهاد المطلق، ولا أحد منا يدعيها، إلا أنّا في بعض المسائل إذا صح لنا نص جلي من كتاب أو سنة غير منسوخ ولا مخصص ولا معارض بأقوى منه، وقال به أحد الأئمة الأربعة، أخذنا به، وتركنا المذهب الحنبلي».
ونظراً لما سبق فإن كثيراً من علماء الدعوة وأتباع الشيخ لا يعبرون عن أنفسهم بهذا اللقب ولا يرتضون إطلاقه عليهم، لكن فيما بعد أصبح بعض علماء الدعوة وأنصارها لا يتحاشون استعمال لقب (الوهابية).
ولهذا يقول مسعود الندوي في كتابه (محمد بن عبد الوهاب مصلح مظلوم): «وعلى كل حال فنظراً إلى تلك المحاولات التي بُذلت لإظهار الوهابية في صورة مذهب مستقل وطائفة ضالة بهذا الاسم منتقد أشد الانتقاد ولكن بغض النظر عن هذه الأكذوبة والافتراء فلا أرى حرجاً في هذه التسمية».
لكن مصطلح وهابية يبقى مستخدماً بشكل كبير من قبل معارضيهم الذين يرفضون نسبتهم إلى «السلف» وبالتالي يجدون في نسبتهم لابن عبد الوهاب الطريقة الفُضلى لتمييزهم في وسائل الإعلام المعادية للسعودية كما أن الكثير من المؤلفين العرب يستخدمون المصطلح أيضاً للتعبير عن الفكر أو المدرسة الإسلامية السنية السلفية المنتشرة في المملكة العربية السعودية ودول مجلس التعاون الخليجي بشكل عام. كما يستخدم مصطلح وهابية كذلك للإشارة إلى النظام السعودي السني السلفي الحاكم بالشريعة الإسلامية أو النموذج السلفي للدولة السعودية
تذكر بعض المصادر أن مصطلح الوهابية أطلق سابقاً على فرقة خارجية أباضية ظهرت في القرن الثاني الهجري والتي قامت في المغرب على يد عبد الوهاب بن عبد الرحمن بن رستم الخارجي الإباضي.

### أفكار وأدبيات الدعوة الوهابية
ألف الشيخ محمد بن عبد الوهاب عدداً من الكتب والرسائل وضح فيها دعوته وبين معتقده – ولا شك أن أولى ما يمكن الاعتماد عليه كلامه هو لا كلام غيره عنه -، ومن ذلك ما ذكرته في رسالته إلى أهل القصيم لما سألوه عن معتقده.
حيث قال: 
« أُشْهِدُ الله ومن حضرني من الملائكة، وأُشهِدُكُم: أني أعتقد ما اعتَقَدَته الفرقة الناجية، أهل السنة والجماعة، من الإِيمان بالله، وملائكته، وكتبه، ورسله، والبعث بعد الموت، والإِيمان بالقدر خيره وشره.
ومن الإِيمان بالله، الإِيمان بما وصف به نفسه في كتابه، على لسان رسوله صلى الله عليه وسلم من غير تحريف، ولا تعطيل، بل أعتقد أن الله سبحانه وتعالى ليسَ كمثله شيءٌ وهو السميع البصير. فلا أنفي عنه ما وصف به نفسه، ولا أُحرِّف الكلم عن مواضعه، ولا أُلحد في أسمائه وآياته، ولا أُكَيِّف ولا أمثل صفاته تعالى بصفات خَلْقه، فإنه سبحانه أعلم بنفسه وبغيره، وأصدق قيلا، وأحسن حديثاً، فنَزَّه نفسه عما وصفه به المخالفون من أهل التكييف والتمثيل، وعما نفاه عنه النافون من أهل التحريف والتعطيل، فقال: . وأعتقد أن القرآن كلام الله، مُنزل غير مخلوق، منه بدأ وإِليه يعود، وأنه تكلم به حقيقة، وأنزله على عبده ورسوله وأمينه على وحيه، وسفيره بينه وبين عباده، نبينا محمد صلى الله عليه وسلم. وأومن بأن الله فعّال لما يريد، ولا يكون شيء إلا بإِرادته، ولا يخرج شيء عن مشيئته، وليس شيءٌ في العالم يخرج عن تقديره، ولا يصدر إِلا عن تدبيره، ولا مَحيد لاتحد عن القدر المحدود، ولا يتجاوز ما خطَّ له في اللوح المسطور.
وأعتقد الإِيمان بكل ما أخبر به النبي صلى الله عليه وسلم مما يكون بعد الموت، فأومن بفتنة القبر ونَعيمه، وبإِعادة الأرواحِ إِلى الأجساد، فيقوم اَلناس لرب العالمين حفاةً عَراةً غُرلاَ، تَدنو منهم الشمس، وتنُصب الموازين، وتوزن بها أعمال العباد: ، وتنشر الدواوين، فآخِذٌ كِتابه بيمينه، وآخِذٌ كتابه بشماله.
وأومن بحوض نبينا محمد صلى الله عليه وسلم بعَرصَة القيامة، ماؤه أشدُّ بياضًا من اللبن، وأحلى من العسل، آنيته عدد نجوم السماء مَنْ شرب منه شربة لم يظمأ بعدها أبدًا.
وأومن بأن الصراط منصوب على شَفير جهنم، يمر به الناس على قدر أعمالهم.
وأومن بشفاعة النبي صلى الله عليه وسلم، وأنه أول شافع، وأول مُشفَّع، ولا يُنكر شفاعة النبي صلى الله عليه وسلم إِلا أهل البدع والضلال . لكنها لا تكون إِلا من بعد الإذن والرضى، كما قال تعالى: ، وهو لا يرضى إِلا التوحيد، ولا يأذن إِلا لأهله، وأما المشركون فليس لهم من الشفاعة نصيب، كما قال تعالى: . وأومن بأن الجنة والنار مخلوقتان، وأنهما اليوم موجودتان، وأنهما لا يفنيان.
وأن المؤمنين يَرون ربهم بأبصارهم يوم القيامة كما يرون القمر ليلة البدر لا يُضامون في رؤيته.
وأومن بأن نبينا محمدًا صلى الله عليه وسلم خاتَم النبيين والمرسلين، لا يصح إِيمان عبد حتى يؤمن برسالته، ويشهد بنبوته. وأن أفضل أمته، أبو بكر الصديق، ثم عمر الفاروق، ثم عثمان ذو النورين، ثم علي المرتضى، ثم بقية العشرة، ثم أهل بدر، ثم أهل الشجرة أهل بيعة الرضوان، ثم سائر الصحابة رضي الله عنهم.
وأتولَّى أصحاب رسول الله صلى الله عليه وسلم، وأذكر محاسنهم، وأترضى عنهم، وأستغفر لهم، وأكف عن مساويهم، وأسكت عما شجر بينهم، وأعتقد فضلهم، عملًا بقوله تعالى: . وأترضَّى عن أمهات المؤمنين المطهرات من كل سوء، وأُقر بكرامات الأولياء وما لهم من المكاشفات، إِلا أنهم لا يَستحقون من حق الله تعالى شيئاً، ولا يُطلب منهم ما لا يقدر عليه إلا الله.
ولا أشهد لأحد من المسلمين بجنة ولا نار، إلا من شهد له رسول الله صلى الله عليه وسلم، ولكني أرجو للمحسن، وأخاف على المسيء.
ولا أكفر أحدا من المسلمين بذنب، ولا أخرجه من دائرة الإسلام.
وأرى الجهاد ماضيا مع كل إمام برا كان أو فاجرا، وصلاة الجماعة خلفهم جائزة، والجهاد ماض منذ بعث الله محمد صلى الله عليه وسلم إلى أن يقاتل آخر هذه الأئمة الدجال، لا يبطله جور جائر ولا عدل عادل.
وأرى وجوب السمع والطاعة لأئمة المسلمين، برهم وفاجرهم، ما لم يأمروا بمعصية الله.
ومن ولي الخلافة واجتمع عليه الناس ورضوا به، وغلبهم بسيفه حتى صار خليفة وجبت طاعتهم، وحرم الخروج عليهم.
وأرى هجر أهل البدع ومباينتهم حتى يتوبوا، وأحكم عليهم بالظاهر وأكل سرائرهم إلى الله، وأعتقد أن كل محدثة في الدين بدعة.
وأعتقد أن الإِيمان قولٌ باللسان، وعمل بالأركان، واعتقاد بالجنان، يزيد بالطاعة، وينقص بالمعصية، وهو بضع وسبعون شُعبة، أعلاها: شهادة لا إِله إِلا الله، وأدناها إِماطة الأذى عن الطريق.
وأرى وجوب الأمر بالمعروف والنهي عن المنكر على ما توجبه الشريعة المحمدية الطاهرة.
فهذه عقيدة وجيزة حرَّرتها وأنا مشتغل البال لتطلعوا على ما عندي، والله على ما نقول وكيل»
.
ويتضح بما سبق أن الشيخ محمد بن عبد الوهاب لم يبتدع شيئاً جديداً في أصول الاعتقاد، بل مشى على خطى الأئمة الأربعة، واستقى عقيدته ومنهجه منهم، وهو ـ في ذلك ـ لم يفعل سوى تجديد الدعوة إلى عقيدة هؤلاء الأئمة العظام التي آمنوا بها وجهروا بها.
عندما انطلق الشيخ محمد بن عبد الوهاب في دعوته كان ذلك لنشر الدعوة السلفية وتنقية لعقائد المسلمين مما شابها من الشرك والبدع والخرافات المخالفة لجوهر الإسلام؛ ولذا فقد كان جل تركيز دعوتهم على:
- الأمر بالمعروف والنهي عن المنكر .
- إنكار الشرك والدعوة إلى التوحيد الخالص بمحاربه التوسل والتبرك غير المشروع.
- إنكار البدع والخرافات كالبناء على القبور واتخاذها مساجد والموالد البدعية.
- أثبات أسماء الله الحسنى وصفاته العلى من غير تأويل ولا تحريف ولا تشبيه ولا تكيف ولا تمثيل.

### الاختلاف حول مصطلح الوهابية
يرفض البعض هذه التسمية كون دعوة محمد بن عبد الوهاب لم تأت بدعوة جديدة عن الإسلام، وأنها تمثل الدعوة الدينية السلفية نسبة للسلف الصالح؛ ويعتقد البعض أن هذه التسمية قد جاءت أصلاً من قبل الخصوم والأعداء، وأن المقصود هو الإساءة والطعن. لكن وفقاً للباحث سعود بن عبد الرحمن السبعاني فإن مُسمى «الوهابية» جاء مجازاً نسبة لاسم والد محمد بن عبد الوهاب، حيث كان يُسميه الناس بابن عبد الوهاب، وقد تعوّد أهل نجد عامة أن يُطلقوا أسماء الشهرة والتعريف مقرونة باسم الأب أو حتى الجد، ولذلك يطلق البدو مُسمى ابن سعود على جميع أحفاد محمد بن سعود الأول، ولذلك شاع المُسمى على اسم الأب عبد الوهاب وليس على اسم الابن محمد صاحب تلك الدعوة، وقد يكون الناس وجدوا عائقاً وصعوبة في القول بتسميتهم بالمحمديين نسبة لاسم محمد بن عبد الوهاب، كما أن سبب التسمية لم تأتي كما يظن البعض من قبل أعداء وخصوم الوهابيين فحسب، بل كانت تلك التسمية موجودة في أيام محمد بن سعود ومحمد بن عبد الوهاب نفسه، وكان يُطلق عليهم الوهابيون حتى من قبل المعجبين بهم وفي زمن معاصر لبداية تلك الدعوة، حيث أسماها المؤرخ الحيدري البغدادي بالطريقة الوهابية، واستعمله الشاعر حميدان الشويعر الخالدي في إحدى قصائده النبطية، وهو معاصر لابن عبد الوهاب ومن المؤيدين له ولدعوته، حيث يقول:
قال العلامة المُلاَّ عِمران ابن رِضوان (المُتوفى سنة 1280 هـ) في قصيدته:

## النشأة

### المؤسس
هو محمد بن عبد الوهاب بن سليمان بن علي بن أحمد بن راشد بن بريد محمد بن بريد بن مشرف[2] وآل مشرف فرع من فروع آل وهبة أحد فروع قبيلة بني تميم الشهيرة. كان جد الشيخ محمد هو العالم النجدي الكبير سليمان بن علي الذي تولي القضاء في روضة سدير ثم في مدينة العيينة. وكان ابوه الشيخ عبد الوهاب قاضياً للعيينة أيضاً. ولد الشيخ محمد بن عبد الوهاب عام 1115هـ/ 1703م بمدينة العيينة.

### المسلمون قبل الحركة
يرى اتباع الدعوة حال أهل نجد قبل دعوة محمد بن عبد الوهاب من انتشار الشرك في البلاد الإسلامية، يقول عبد الرحمن بن عبد اللطيف آل الشيخ، حفيد محمد بن عبد الوهاب:

### ظهور محمد بن عبد الوهاب
أول ما بدأت هذه الحركة في العيينة حيث منشأ محمد بن عبد الوهاب وبدأت حركة علمية بحتة، فبدأ بنشر عقيدة التوحيد والإنكار على ما رآه سائداً في زمانه كالتبرك بالقبور والأشجار والتعلق بالتمائم، باعتبارها أعمالاً تنافي التوحيد كما عمد محمد بن عبد الوهاب إلى التحذير من تلك الأعمال وتدمير الأضرحة والمشاهد المبنية على القبور حتى أنه كان مستعداً للقتال من أجل ذلك وساعده في ذلك عثمان بن معمر أمير العيينة، يقول المؤرخ ابن بشر:
 كما بدأ محمد بن عبد الوهاب بتطبيق الحدود الشرعية كحد الزنا حيث يقول المؤرخ ابن بشر: «أتت امرأة واعترفت عنده بالزنا بعدما ثبت عنده أنها محصنة .. فأقرت واعترفت بما يوجب الرجم، فأمر بها فرجمت.»، وبدأ في نشر وتعليم العلم الشرعي وعلوم القرءان وعلم الحديث وأصول الفقه واللغة العربية، وقد انتشرت في نجد إلا ان حاكم العيينة عثمان بن معمر طلب من الشيخ الخروج عنه بعد تعرضه للتهديد من قبل أمير الأحساء ابن عريعر. عنوان المجد، ج1، ص32.

الدولة السعودية الأولى.

### تحالف بن عبد الوهاب مع ابن سعود
في عام 1157هـ في بلدة الدرعية تعاون محمد بن عبد الوهاب مع أمير نجدي اسمه محمد بن سعود - مؤسس الدولة السعودية الأولى - على شبه حلف ديني سياسي فبايع محمد بن عبد الوهاب الأمير محمد بن سعود على السمع والطاعة وكان هذا سبباً أساسيَّاً لنجاح الحركة فقد وجدت رعاية سياسية وحماية عسكرية، وبايعه الأمير محمد على نشر دعوته إذا استتب الأمر له، واشترط محمد بن سعود في مبايعته للشيخ أن لا يتعرض له فيما يأخذه من أهل الدرعية مثل الذي كان يأخذه رؤساء البلدان المختلفة على رعاياهم، فأجابه محمد بن عبد الوهاب على ذلك رجاء أن يخلف الله عليه من الغنيمة أكثر من ذلك. وجعل محمد بن عبد الوهاب ينشر دعوته بين الناس، فكثر المؤيدون لها وزاد المعتنقون لمبادئها وانتشرت في أرجاء شبه الجزيرة العربية وخارجها نتيجة نشاط الشيخ ومكاتباته التي ارسلها في جميع أصقاع العالم الإسلامي، فقد راسل علماء مصر والشام والهند، وانتشرت حلقات العلم وانتقل كثير من طلبة العلم للدرعية للدراسة علي يد الشيخ محمد بن عبد الوهاب، وأصبحت الدرعية مركزاً للعلم الشرعي والدعوة لله ونشر عقيدة التوحيد وانتشرت مولفات الشيخ وكتبه وكتب طلبته في سائر نجد، وكاتبه كثيرٌ من علماء العالم الإسلامي وأيدوه ونشروا كتبه.

### بداية المعارك
بعد أن استقر الأمر لمحمد بن عبد الوهاب بالدرعية أمر أتباعه بالجهاد، فحض الناس على القتال، فامتثلوا، يقول ابن غنام: «وقد بقي الشيخ – ابن عبد الوهاب – بيده الحل والعقد والأخذ والإعطاء، والتقديم والتأخير، ولا يركب جيش ولا يصدر رأي إلا عن قوله ورأيه، إلى أن استولى ورجاله على أغلب الجزيرة العربية وأصبحت تحت سيطرتهم.»

### من معاركهم
- في عام 1212 هـ، غزو عرب الشام، يقول المؤرخ ابن بشر:

«وفيها غزا حجيلان بن حمد أمير ناحية القصيم بجيش من أهل القصيم وغيرهم، وقصدوا أرض الجوف شرق الشام، وأغاروا على عربان الشرارات فانهزموا فقتل منهم نحو مائة وعشرون رجلا. وأخذوا جميع محلتهم وأمتاعهم وأزوادهم وأخذوا من الإبل خمسة آلاف بعير وأغناما كثيرة. وعزلت الأخماس فأخذها عمال عبد العزيز وقسم حجيلان باقيها على الجيش غنيمة:240.»
- في عام 1216 هـ، الهجوم على كربلاء، يقول المؤرخ ابن بشر:

« فحشد عليها المسلمون وتسوروا جدرانها ودخلوها عنوة وقتلوا غالب أهلها في الأسواق والبيوت. وهدموا القبة الموضوعة بزعم من اعتقد فيها على قبر الحسين. وأخذوا ما في القبة وما حولها وأخذوا النصيبة التي وضعوها على القبر وكانت مرصوفة بالزمرد ، واليواقيت والجواهر وأخذوا جميع ما وجدوا في البلد من أنواع الأموال والسلاح واللباس والفرش والذهب والفضة والمصاحف الثمينة وغير ذلك ما يعجز عنه الحصر ، ولم يلبثوا فيها إلا ضحوة وخرجوا منها قرب الظهر بجميع تلك الأموال ، وقتل من أهلها قريب ألفي رجل.:120-121.»
- في عام 1217 هـ، غزو الطائف، يقول المؤرخ ابن بشر:

«فساروا إلى الطائف وفيها غالب الشريف وقد تحصن فيها، وتأهب واستعد لحربهم. فنازلته تلك الجموع فيها فألقى الله في قلبه الرعب وانهزم إلى مكة، وترك الطائف فدخله عثمان ومن معه من الجموع -الوهابية - وفتحه الله لهم عنوة بغير قتال، وقتلوا من أهله في الأسواق والبيوت، فقتل منهم عدة مائتين. وأخذوا من البلد من الأموال الأثمان والأمتاع والسلاح والقماش والجواهر والسلع الثمينة ما لا يحيط به الحصر ولا يدركه العد:259-260.»
- في عام 1217 هـ، غزو مكة المكرمة، يقول المؤرخ ابن بشر:

«ودخل سعود مكة وأعطى أهلها الأمان وبذل فيها من الصدقات والعطاء لأهلها الكثير، فلما خرج سعود والمسلمون من الطواف والسعي، فرّق أهل النواحي يهدمون القباب التي بنيت على القبور والمشاهد الشركية، وكان في مكة من هذا النوع شيء كثير في أسفلها وأعلاها ووسطها وبيوتها. فأقام فيها أكثر من عشرين يوما. ولبث المسلمون في تلك القباب بضعة عشر يوما يهدمون، يباكرون إلى هدمها كل يوم:263.»
- في عام 1220 هـ غزو المدينة المنورة، يقول المؤرخ ابن بشر:

«وفي أول هذه السنة قبل مبايعة غالب، بايع أهل المدينة المنورة سعود على دين الله ورسوله السمع والطاعة، وهدمت جميع القباب التي وضعت على القبور والمشاهد وذلك أن آل مضيان رؤساء حرب وهما بادي وبداي ابني بدوي بن مضيان ومن تبعهم من عربانهم أحبوا المسلمين ووفدوا على عبد العزيز وبايعوه، وأرسل معهم عثمان بن عبد المحسن أبا حسين يعلمهم فرائض الدين وقرر لهم التوحيد. فأجمعوا على حرب المدينة ونزلوا عواليها، ثم أمر عبد العزيز ببناء قصر فيها فبنوه وأحكموه واستوطنوه، وتبعهم أهل قباء ومن حولهم وضيقوا على أهل المدينة وقطعوا عنهم السوابل وأقاموا على ذلك سنين:288.»
- في عام 1220 هـ غزو بلدة المشهد العراقية، يقول المؤرخ ابن بشر:

«وفيها سار سعود بالجيوش..ونازل بلد المشهد المعروف في العراق..فلم يقدروا على الوصول إليه، وجرى بينهم مناوشة رمي من السور والبروج..ثم رحل عنه سعود وأغار على الرملات من عربان غزية، فأخذ مواشيهم:289.»
- في عام 1222 هـ، غزو البصرة، يقول المؤرخ ابن بشر:

«ثم سار إلى البصرة ونزل عندها وسار المسلمون على جنوبها ونهبوا فيه وقتلوا قتلا:296.»
- في عام 1225 هـ، غزو عمان، يقول المؤرخ ابن بشر:

«فسارت تلك الجنود إلى عمان فنازلوا أهل بلد مطرح المعروف على الساحل وأخذوه عنوة.»

### نزول الجزيرة العربية تحت حكمهم
بعد أن دارت معارك واسعه من قبل السعوديين مع العثمانيين، وتم توحيد الجزيرة العربية تقريباً تحت سيطرتهم، تم استعادتها من خلال الجيوش العثمانية التي أرسلها والي الدولة العثمانية بمصر محمد علي باشا بأمر من السلطنة العثمانية وبقيادة ابنه إبراهيم باشا، وظل الجزء المسيطر عليه من الجزيرة تحت القيادة العثمانية حتى تراجع محمد علي باشا عن كل ما سيطر عليه في أواخر عهد محمد علي بعد الحرب بينه وبين العثمانيين والتي أنتهت بهزيمته رغم اقترابه من الأستانة، بسبب التدخل الأوروبي لصالح الأستانة.

### عودة الدولة السعودية
سرعان ما تمكن السعوديون من تنظيم انفسهم وترتيب صفوفهم، وبذلك حققت الوهابية انتشاراً واسعاً بعد أن تبناها محمد بن سعود كمذهب لحركته التي سرعان ما سيطرت على معظم شبه الجزيرة العربية مما أدى إلى انتشار دعوتهم في الجزيرة العربية وبعدها انتقلت أفكارها إلى بلدان أخرى، حيث تأثر بها بعض علماء مصر والشام والعراق وغيرها من البلدان القريبة.

## عقيدة محمد بن عبد الوهاب
| الوهابية | بسم الله الرحمن الرحيم أشهد الله، ومن حضرني من الملائكة، وأشهدكم، أني أعتقد ما اعتقدته الفرقة الناجية، أهل السنة والجماعة: من الإيمان بالله، وملائكته، وكتبه، ورسله، والبعث بعد الموت، والإيمان بالقدر خيره وشره، ومن الإيمان بالله: الإيمان بما وصف به نفسه في كتابه على لسان رسوله ﷺ، من غير تحريف ولا تعطيل؛ بل أعتقد أن الله سبحانه وتعالى ليس كمثله شيء، وهو السميع البصير. فلا أنفي عنه ما وصف به نفسه، ولا أحرف الكلم عن مواضعه، ولا ألحد في أسمائه وآياته، ولا أكيّف، ولا أمثّل صفاته تعالى بصفات خلقه، لأنه تعالى لا سميَّ له، ولا كفء له، ولا نِدّ له، ولا يقاس بخلقه. فإنه سبحانه أعلم بنفسه وبغيره، وأصدق قيلاً، وأحسن حديثاً؛ فنَزّه نفسه عما وصفه به المخالفون من أهل التكييف والتمثيل، وعما نفاه عنه النافون من أهل التحريف والتعطيل، فقال: ﴿سُبْحَانَ رَبِّكَ رَبِّ الْعِزَّةِ عَمَّا يَصِفُونَ ۝١٨٠ وَسَلَامٌ عَلَى الْمُرْسَلِينَ ۝١٨١ وَالْحَمْدُ لِلَّهِ رَبِّ الْعَالَمِينَ ۝١٨٢﴾ [الصافات:180–182]. والفرقة الناجية وسط في باب أفعاله تعالى، بين القدرية والجبرية، وهم في باب وعيد الله بين المرجئة والوعيدية، وهم وسط في باب الإيمان والدين بين الحرورية والمعتزلة، وبين المرجئة والجهمية، وهم وسط في باب أصحاب رسول الله ﷺ بين الروافض والخوارج. وأعتقد أن القرآن كلام الله، منَزل غير مخلوق، منه بدأ وإليه يعود، وأنه تكلم به حقيقة، وأنزله على عبده ورسوله، وأمينه على وحيه وسفيره بينه وبين عباده: نبينا محمد ﷺ. وأومن بأن الله فعّال لما يريد، ولا يكون شيء إلا بإرادته، ولا يخرج شيء عن مشيئته، وليس شيء في العالم يخرج عن تقديره، ولا يصدر إلا عن تدبيره؛ ولا محيد لأحد عن القدر المحدود، ولا يتجاوز ما خط له في اللوح المسطور. وأعتقد الإيمان بكل ما أخبر به النبي ﷺ مما يكون بعد الموت: فأومن بفتنة القبر ونعيمه، وبإعادة الأرواح إلى الأجساد؛ فيقوم الناس لرب العالمين، حفاة عراة غرلاً، تدنو منهم الشمس، وتنصب الموازين وتوزن بها أعمال العباد،: ﴿فَمَنْ ثَقُلَتْ مَوَازِينُهُ فَأُولَئِكَ هُمُ الْمُفْلِحُونَ ۝١٠٢ وَمَنْ خَفَّتْ مَوَازِينُهُ فَأُولَئِكَ الَّذِينَ خَسِرُوا أَنْفُسَهُمْ فِي جَهَنَّمَ خَالِدُونَ ۝١٠٣﴾ [المؤمنون:102–103]، وتنشر الدواوين، فآخذٌ كتابه بيمينه، وآخذٌ كتابه بشماله. وأومن بحوض نبينا محمد ﷺ بعرصة القيامة، ماؤه أشد بياضاً من اللبن، وأحلى من العسل، آنيته عدد نجوم السماء، من شرب منه شربة لم يظمأ بعدها أبداً. وأومن بأن الصراط منصوب على شفير جهنم، يمر به الناس على قدر أعمالهم. وأومن بشفاعة النبي ﷺ، وأنه أول شافع وأول مشفع، ولا ينكر شفاعة النبي ﷺ إلا أهل البدع والضلال؛ ولكنها لا تكون إلا من بعد الإذن والرضى، كما قال تعالى: ﴿يَعْلَمُ مَا بَيْنَ أَيْدِيهِمْ وَمَا خَلْفَهُمْ وَلَا يَشْفَعُونَ إِلَّا لِمَنِ ارْتَضَى وَهُمْ مِنْ خَشْيَتِهِ مُشْفِقُونَ ۝٢٨﴾ [الأنبياء:28]، وقال تعالى: ﴿وَلَا يَشْفَعُونَ إِلَّا لِمَنِ ارْتَضَىٰ﴾ [الأنبياء:28]، وقال تعالى: ﴿مَن ذَا الَّذِي يَشْفَعُ عِندَهُ إِلَّا بِإِذْنِهِ﴾ [البقرة:255]، وقال تعالى: ﴿وَكَمْ مِنْ مَلَكٍ فِي السَّمَاوَاتِ لَا تُغْنِي شَفَاعَتُهُمْ شَيْئًا إِلَّا مِنْ بَعْدِ أَنْ يَأْذَنَ اللَّهُ لِمَنْ يَشَاءُ وَيَرْضَى ۝٢٦﴾ [النجم:26]؛ وهو لا يرضى إلا التوحيد، ولا يأذن إلا لأهله، وأما المشركون فليس لهم من الشفاعة نصيب، كما قال تعالى: ﴿فَمَا تَنْفَعُهُمْ شَفَاعَةُ الشَّافِعِينَ ۝٤٨﴾ [المدثر:48]. وأومن بأن الجنة والنار مخلوقتان، وأنهما اليوم موجودتان، وأنهما لا يفنيان، وأن المؤمنين يرون ربهم بأبصارهم يوم القيامة كما يرون القمر ليلة البدر، لا يضامون في رؤيته. وأومن بأن نبينا محمداً ﷺ خاتم النبيين والمرسلين، ولا يصح إيمان عبد حتى يؤمن برسالته ويشهد بنبوته، وأن أفضل أمته: أبو بكر الصديق، ثم عمر الفاروق، ثم عثمان ذو النورين، ثم علي المرتضى، ثم بقية العشرة، ثم أهل بدر، ثم أهل الشجرة أهل بيعة الرضوان، ثم سائر الصحابة رضي الله عنهم. وأتولى أصحاب رسول الله ﷺ وأذكر محاسنهم، وأترضى عنهم، وأستغفر لهم، وأكف عن مساويهم، وأسكت عما شجر بينهم، وأعتقد فضلهم عملاً بقوله تعالى: ﴿وَالَّذِينَ جَاءُوا مِنْ بَعْدِهِمْ يَقُولُونَ رَبَّنَا اغْفِرْ لَنَا وَلِإِخْوَانِنَا الَّذِينَ سَبَقُونَا بِالْإِيمَانِ وَلَا تَجْعَلْ فِي قُلُوبِنَا غِلًّا لِلَّذِينَ آمَنُوا رَبَّنَا إِنَّكَ رَءُوفٌ رَحِيمٌ ۝١٠﴾ [الحشر:10]، وأترضى عن أمهات المؤمنين المطهرات من كل سوء. وأقرّ بكرامات الأولياء وما لهم من المكاشفات، إلا أنهم لا يستحقون من حق الله تعالى شيئاً، ولا يُطلب منهم ما لا يقدر عليه إلا الله. ولا أشهد لأحد من المسلمين بجنة ولا نار، إلا من شهد له رسول الله ﷺ، ولكني أرجو للمحسن وأخاف على المسيء، ولا أكفّر أحداً من المسلمين بذنب، ولا أخرجه من دائرة الإسلام. وأرى الجهاد ماضياً مع كل إمام براً كان أو فاجراً، وصلاة الجماعة خلفهم جائزة، والجهاد ماض منذ بعث الله محمداً ﷺ إلى أن يقاتل آخر هذه الأمة الدجال، لا يبطله جور جائر ولا عدل عادل. وأرى وجوب السمع والطاعة لأئمة المسلمين، برهم وفاجرهم، ما لم يأمروا بمعصية الله. ومن ولي الخلافة واجتمع عليه الناس، ورضوا به، وغلبهم بسيفه حتى صار خليفة، وجبت طاعته، وحرم الخروج عليه. وأرى هجر أهل البدع ومباينتهم حتى يتوبوا، وأحكم عليهم بالظاهر وأكل سرائرهم إلى الله. وأعتقد أن كل محدثة في الدين بدعة. وأعتقد أن الإيمان: قول باللسان، وعمل بالأركان، واعتقاد بالجنان، يزيد بالطاعة وينقص بالمعصية؛ وهو بضع وسبعون شعبة، أعلاها: شهادة أن لا إله إلا الله، وأدناها: إماطة الأذى عن الطريق. وأرى وجوب الأمر بالمعروف والنهي عن المنكر على ما توجبه الشريعة المحمدية الطاهرة. فهذه عقيدة وجيزة، حررتها وأنا مشتغل البال، لتطلعوا على ما عندي. والله على ما نقول وكيل. اهـ | الوهابية |

## الوهابية نظامًا للحكم
يتبنى أتباع الوهابية فكرة الدولة الدينية ويرون أن الدولة لابد أن تُحكم بالشريعة الإسلامية ويطبقون ذلك من خلال بعض الآليات منها الأمر بالمعروف والنهي عن المنكر، حيث تأسست هيئة الأمر بالمعروف والنهي عن المنكر بالمملكة العربية السعودية الحديثة، أتباعها هم طائفة من الموظفين المدنيين يجوبون الشوارع ويفرضون الشريعة الإسلامية، وإن كانت قد تفاوتت درجة فرضهم للعبادات والأخلاق حسب الحقبة، حيث بالرياض قديماً إذا مر أحد المطوعين بجانب منزل وشم رائحة تبغ كان لا يتورع عن معاقبة المسوؤلين عن ذلك، أما الآن فقد اقتصر عملهم على حدود أضيق بكثير حتى الكلام. ويعتبر السلفيون نظام الهيئة السابق هو التطبيق الأمثل لنظام الحسبة المستوحى من الآية: كُنتُمْ خَيْرَ أُمَّةٍ أُخْرِجَتْ لِلنَّاسِ تَأْمُرُونَ بِالْمَعْرُوفِ وَتَنْهَوْنَ عَنِ الْمُنكَرِ والذي كان متبعاً بالعصور الإسلامية. وكلمة المحتسب أو المطوع مشتقه من الاحتساب لوجه الله (المحتسب) أو التطوع لوجه الله (المطوع).

## انتقادات
تعرّضت الدعوة الوهابية منذ ظهورها للنقد من قبل الكثير من خصومها، ومن هؤلاء الذين انتقدوها سليمان بن عبد الوهاب وهو أخو محمد بن عبد الوهاب (مؤسس الدعوة الوهابية) في كتابه إلى حسن بن عيدان، وكان الكتاب بدون عنوان إلا أنه طبع فيما بعد تحت مسميات كثيرة منها «الصواعق الإلهية في الرد على الوهابية» وذكر بعضهم الكتاب باسم «فصل الخطاب في الردّ على محمد بن عبد الوهاب»، وقد سمّاه محمد بن حميد الحنبلي «السّحب الوابلة على ضرائح الحنابلة»، وهو موجودٌ بهذا الاسم على بعض المخطوطات لكنها متأخرة نسبياً، وفي المكتبة الأزهرية نسخة مخطوطة من الكتاب تحت عنوان «الردّ على منْ كفّر المسلمين بسبب النذر لغير الله والاستغاثة بغيره ونحو ذلك»، وهناك نسخة أخرى بالعنوان ذاته في مكتبة الأوقاف العامة في بغداد. انتقدها كذلك أحمد زيني دحلان مفتي الشافعية في مكة في كتابيه «فتنة الوهابية» و«الدرر السنية في الرد على الوهابية» (وقد رد عليه عالم حديث من الهند اسمه محمد بشير السهسواني في كتابه «صيانة الإنسان عن وسوسة الشيخ دحلان»)، وابن عابدين الحنفي، وأحمد الصاوي المالكي صاحب الحاشية على تفسير الجلالين، ويوسف الرفاعي في كتابه «نصيحة لإخواننا علماء نجد» والبوطي في كتابه «السلفية مرحلة زمنية مباركة لا مذهب إسلامي»، ومحمود سعيد ممدوح في مقدمة كتابه «كشف الستور عما أشكل من أحكام القبور»، وكذا الصنعاني، وأبو الهدى الصيادي، ومصطفى صبري، ومحمد زاهد الكوثري، بالإضافة إلى علماء آخرين من الأزهر والزيتونة والقرويين، وفيما يلي مختصر هذه الانتقادات وموقف محمد بن عبد الوهاب وأتباعه منها في عدة نقاط:
- تكفير المسلمين وقتاله: رمى الخصوم هذه الدعوة وأتباعها بتكفير المسلمين وقتالهم، وقد ذكر محمد بن عبد الوهاب في عدّة رسائل أنه اتُّهِم هو وأتباعه بأنهم يُكَفِّرون بالعموم، وبين بطلان هذه التهمة التي تمكّن الخصوم من نشرها حتى بلغت الآفاق، حيث أرسل للشريف في مكة رسالة يبين فيها بطلان هذه التهمة، إذ يقول: «... وأما الكذب والبهتان، فمثل قولهم: إنا نكفِّر بالعموم ..» إلى أن قال: «فكل هذا من الكذب والبهتان الذي يصدون الناس به عن دين الله»، ويقول في رسالة أرسلها لتُقرأ على عامة المسلمين: «من محمد بن عبد الوهاب إلى من يصل إليه من المسلمين .. سـلام عليكم ورحمة الله وبركاته، وبعد ما ذُكِر لكم عني أني أُكَفِّر بالعموم فهذا من بهتان الأعداء ...».[34][35] مجموع مؤلفات الشيخ، ج5، ص64.[36] وقد ذكر محمد بن عبد الوهاب أن الذين أثاروا هذه التهمة هم الأعداء وخصوم دعوته حيث يقول عن هذه التهمة: إنها (من بهتان الأعداء). كما نسب خصوم محمد بن عبد الوهاب إليه بأنه يُكَفِّر من لم يقاتل معه، ومن امتنع عن تكفير من كفّره، وقد وصف محمد بن عبد الوهاب ذلك كله بأنه من البهتان الذي افتراه الخصوم على لسانه.[37] وقد ردّ على هذه الاتهامات والافتراءات في عدة مواضع، ومن ذلك ما ذكره في رسالته إلى الشريف التي بيّن فيها ضوابط التكفير، فكان مما قال: «أركان الإسلام الخمسة أولها: الشهادتان، ثم الأركان الأربعة، فالأربعة إذا أقرّ بها وتركها تهاوناً، فنحن - وإن قاتلناه على فعلها - فلا نُكَفِّره بتركها، والعلماء اختلفوا في كفر التارك لها كسلاً من غير جحود، ولا نقاتل إلا ما أجمع عليه العلماء كلهم وهي الشهادتان».[38] وقد كتب محمد بن عبد الوهاب رسالة يسيرة ضمنها نواقض الإسلام التي من وقع فيها كفر وخرج عن الإسلام، وهي مأخوذة مما ذكره فقهاء المذاهب الأربعة في باب حكم المرتد من كتبهم، وخاصة ما ذكره الإمام الحجاوي الحنبلي في كتابه كشاف القناع فقد نقل عنها بعض هذه النواقص بنصوصه. وبهذا يعلم أن محمد بن عبد الوهاب لم يخرج عما قرره فقهاء المذاهب الأربعة في باب حكم المرتد وبخاصة الحنابلة منهم، كما أنه يرى التفريق بين التكفير المطلق والتكفير المعين، وأن التكفير لابد فيه من توافر الشروط وانتفاء الموانع وقيام الحجة. وَأَنَّ الْمَسَاجِدَ لِلَّهِ فَلَا تَدْعُوا مَعَ اللَّهِ أَحَدًا، الجن: 18، مكتوبة على جدران أحد المساجد في مدينة يونان في الصين.

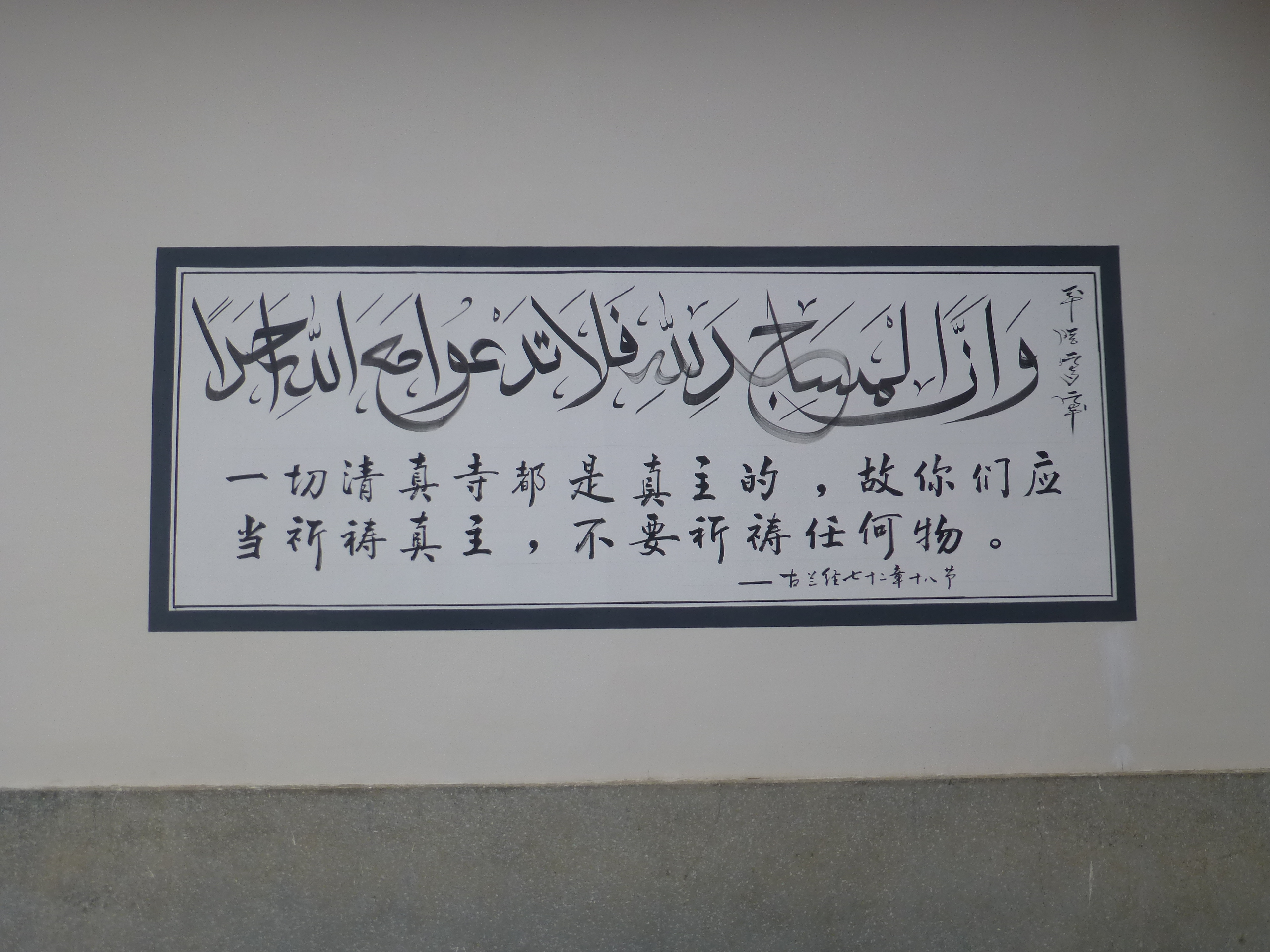
وَأَنَّ الْمَسَاجِدَ لِلَّهِ فَلَا تَدْعُوا مَعَ اللَّهِ أَحَدًا، الجن: 18، مكتوبة على جدران أحد المساجد في مدينة يونان في الصين.

- تنقص الأولياء والصالحين: رمى الخصوم محمد بن عبد الوهاب وأتباع دعوته بتنقص الأولياء والصالحين وإنكار كراماتهم. وقد رد على من اتهمه بذلك وبين كذبه وبهتانه، فقال: «مما ذكره المشركون عليّ أني أتكلم في الصالحين أو أنهى عن محبتهم فكل هذا كذب وبهتان افتراه عليّ الشياطين».[39] ويقول - أيضاً -: «وأما الصالحون فهم على صلاحهم رضي الله عنهم، ولكن نقول ليس لهم شيء من الدعوة قال الله: ﴿وَأَنَّ الْمَسَاجِدَ لِلَّهِ فَلَا تَدْعُوا مَعَ اللَّهِ أَحَدًا ۝١٨﴾ [الجن:18]».[40][41] وأما دعوى إنكار محمد بن عبد الوهاب لكراماتهم فيكذّبها قوله: «وأقر بكرامات الأولياء، وما لهم من المكاشفات، إلا أنهم لا يستحقون من حق الله تعالى شيئاً، ولا يطلب منهم ما لا يقدر عليه إلا الله».[42] بل إن محمد بن عبد الوهاب يجل الأولياء والصالحين ويعرف لهم قدرهم، بل وينكر على من ينكر فضائلهم وكراماتهم يقول في ذلك: «الواجب عليهم حبهم واتباعهم والإقرار بكرامتهم، ولا يجحد كرامات الأولياء إلا أهل البدع والضلال، ودين الله وسط بين طرفين، وهدى بين ضلالتين، وحق بين باطلين».[43] والحقيقة أن كثيراً من هؤلاء الخصوم رموا محمد بن عبد الوهاب وأتباعه بما هم براء منه بسبب خطئهم في مسألة كرامات الأولياء حيث ادعوا الولاية لمن ليست متحققة فيه من أرباب الطرق وسدنة القبور وقالوا بعدم الفرق بين إثبات الكرامات للأحياء وبين إثباتها للأموات، وجعلوا كثيراً من الشركيات ومحدثات الأمور ضمن إثبات كرامات الأولياء، فأجازوا الاستغاثة بالأولياء - فيما لا يقدر عليه إلا الله - ودعاؤهم بحجة أن هذا - الشرك - ضمن إثباتهم كرامات الأولياء، ومن باب محبتهم وتقديرهم. ومن أنكر هذه الشركيات فهو منكر للكرامات!!!

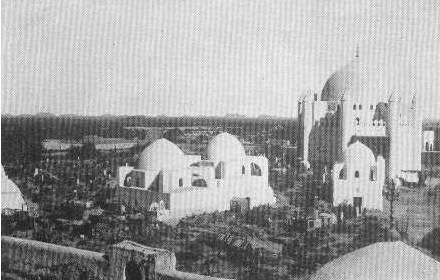
البقيع قبل الهدم من قبل الوهابية عام 1220 هـ، وتظهر فيها القباب على قبور آل البيت وبعض الصحابة

- تحريم البناء على القبور وزيارتها:البقيع قبل الهدم من قبل الوهابية عام 1220 هـ، وتظهر فيها القباب على قبور آل البيت وبعض الصحابة اعترض خصوم محمد بن عبد الوهاب عليه وعلى أتباعه من بعده بأنهم يهدمون الأبنية على القبور، كما يهدمون القباب التي على الأضرحة والمشاهد، ويمنعون تجصيص القبور وكسوتها وتزيينها، ويرون النهي عن شدّ الرحال لزيارة القبور … ونحو تلك الأمور. وبالفعل فقد كان محمد بن عبد الوهاب وأتباعه من بعده يعتقدون تلك الأمور قولاً وعملاً، ولكن هؤلاء الخصوم ساقوا تلك الأمور في مقام الاعتراض، وأوردوها بقصد التشنيع على دعوته، ولذا فإنها لا تخلو - غالباً - من الكذب والافتراء. ومن أوائل المعترضين سليمان بن سحيم، حين ذكر ذلك في رسالته التي بعثها إلى الأمصار يقول حسين بن غنام في جوابه على رسالة ابن سحيم هذه: «فهذا الكلام ذكر فيه ما هو حق وصدق، وذكر فيه ما هو كذب وزور وبهتان، فالذي جرى من الشيخ رحمه الله وأتباعه أنه هدم البناء الذي على القبور، والمسجد المجعول في المقبرة على القبر الذي يزعمون أنه قبر زيد بن الخطاب رضي الله عنه وذلك كذب ظاهر، فإن قبر زيد رضي الله عنه ومن معه من الشهداء لا يعرف أين موضعه بل المعروف أن الشهداء من أصحاب رسول الله صلى الله عليه وسلم قتلوا في أيام مسيلمة في هذا الوادي، ولا يعرف أين موضع قبورهم من قبور غيرهم، ولا يعرف قبر زيد من قبر غيره، وإنما كذب ذلك بعض الشياطين وقال للناس: هذا قبر زيد، فافتتنوا به، وصاروا يأتون إليه من جميع البلاد بالزيارة، ويجتمع عنده جمع كثير ويسألونه قضاء الحاجات، وتفريج الكربات، فلأجل ذلك هدم الشيخ ذلك البناء الذي على قبره، وذلك المسجد المبني على المقبرة اتباعاً لما أمر الله به رسوله من تسوية القبور، والنهي الغليظ الشديد في بناء المساجد عليها، كما يعرف ذلك من له أدنى ملكة من المعرفة والعلم».[44] ومما كتبه سليمان بن سحمان في الرد على أحد خصوم محمد بن عبد الوهاب ودعوته: «لم يعهد في زمن من الأزمنة، إطباق جميع الناس خاصتهم وعامتهم على جواز البناء على القبور، واتخاذها مساجد، وإسراجها، وخدمتها وسدانتها والعكوف عندها، بل كل أهل العلم بالله وبدينه في كل زمان ومكان ينهون عن البناء عليها، وعن إسراجها، والعكوف عندها، وعن شد الرحال إليها للزيارة».[45] ويقول: «وأما هدم القباب فنعم، فإن الشيخ فعل ذلك، وقد اتبع في ذلك أئمة الإسلام من سادات الحنابلة وغيرهم من العلماء».[46][47][48]
- الخروج على الخلافة العثمانية: ادعى بعض خصوم محمد بن عبد الوهاب أنه قد خرج على الدولة العثمانية، ففارق بذلك الجماعة، وشق عصا السمع والطاعة، ولذا وصفوه وأتباعه بأنهم خوارج. والحقيقة أن محمد بن عبد الوهاب يعتقد وجوب السمع والطاعة لأئمة المسلمين برّهم وفاجرهم، ما لم يأمروا بمعصية الله، لأن الطاعة إنما تكون في المعروف. يقول في رسالته لأهل القصيم: «وأرى وجوب السمع والطاعة لأئمة المسلمين برّهم وفاجرهم ما لم يأمروا بمعصية الله، ومن ولي الخلافة واجتمع عليه الناس ورضوا به، وغلبهم بسيفه حتى صار خليفة وجبت طاعته، وحرم الخروج عليه».[49] كما صرح حفيده محمد بن عبد اللطيف بن عبد الرحمن بن حسن باعتقاد جده وأتباعه في هذه المسألة فقال: «ونرى وجوب السمع والطاعة لأئمة المسلمين برّهم وفاجرهم ما لم يأمروا بمعصية». ولكن منطقة نجد التي هي موطن هذه الدعوة ومحل نشأتها لم تكن تحت سيطرة الدولة العثمانية . ولهذا يقول الدكتور صالح العبود: «لم تشهد نجد على العموم نفوذاً للدولة العثمانية، فما امتد إليها سلطانها، ولا أتى إليها ولاة عثمانيون، ولا جابت خلال ديارها حامية تركية في الزمان، الذي سبق ظهور دعوة الشيخ محمد بن عبد الوهاب رحمه الله، ومما يدل على هذه الحقيقة التاريخية استقراء تقسيمات الدولة العثمانية الإدارية، فمن خلال رسالة تركية عنوانها (قوانين آل عثمان مضامين دفتر الديوان) يعني قوانين آل عثمان في ما يتضمنه دفتر (الديوان) ألفها - يمين علي أفندي - الذي كان أميناً للدفاتر الخاقاني سنة 1018هـ الموافقة 1609م من خلال هذه الرسالة يتبين أنه منذ أوائل القرن الحادي عشر الهجري، كانت دولة آل عثمان تنقسم إلى اثنتين وثلاثون إيالة، منها أربع عشرة إيالة عربية، وبلاد نجد ليست معها ما عدا الإحساء إن اعتبرناه من نجد...».[50] ويقول عبد العزيز بن عبد الله بن باز في جوابه على هذا الاعتراض: «لم يخرج الشيخ محمد بن عبد الوهاب على دولة الخلافة العثمانية - فيما أعلم وأعتقد -، فلم يكن في نجد رئاسة ولا إمارة للأتراك بل كانت نجد إمارات صغيرة وقرى متناثرة، وعلى كل بلدة أو قرية - مهما صغرت - أمير مستقل … وهي إمارات بينها قتال وحروب ومشاجرات، والشيخ محمد بن عبد الوهاب لم يخرج على دولة الخلافة، وإنما خرج على أوضاع فاسدة في بلده، فجاهد في الله حق جهاده وصابر وثابر حتى امتد نور هذه الدعوة إلى البلاد الأخرى …».[51] ويجيب الشيخ محمد نسيب الرفاعي على من ادعى أن هذه الدعوة حركة انقلابية المراد منها خلع الخليفة العثماني، وإعادة الخلافة إلى العرب فيقول: «لم يكن ليخطر على بال الشيخ محمد بن عبد الوهاب أن ينقلب على خليفة المسلمين ولا مرّ بخاطره ذلك.. ولكن الملتفين حول الخليفة إذ ذاك من الطرقيين المتصوفة قلبوا له الأخبار، وشوهوها، ليوغروا صدر الخليفة عليهم، وحرضوه عليهم بحجة أنهم أهل حركة انقلابية على الخليفة نفسه، تقصد إرجاع الخلافة إلى العرب ... مع أن من صميم عقيدة الشيخ رحمه الله التي هي العقيدة الإسلامية الحقة أنه لا تنقض الأيدي من طاعة الخليفة القائم إلا أن يروا فيه كفراً بواحاً صراحاً، ولم ير الشيخ شيئاً من هذا حتى يدعو الناس إلى خلع الخليفة، حتى ولو كان الخليفة فاسقاً في ذاته، إن لم يصل فسقه إلى درجة الكفر البواح الصراح، فلا يجوز الانقلاب عليه، ولا الانتقاض على حكمه، وأن الشرع يخالف القيام على السلطان إلا في حالات الكفر البواح الصراح، حتى وإن الحركة - من أولها إلى آخرها - لم يكن للخليفة والخلافة أي علاقة في الدعوة ألبتة، حتى ولما استتب لهم الأمر في نجد والحجاز، أنهم انتقضوا على الخليفة، ولم يكن للخليفة ذكر قط في مراحل الدعوة ...».[52]
- الإفراط في تكفير وتضليل كل من اختلف معهم:ص2[53]، وتكفير أئمة الشيعة الإمامية وأكثر الصوفية.:ص15
- تعرضهم لأئمة السنة: بالتخطئة في العقيدة والتبديع في بعض الأحيان والإخراج من دائرة السنة في أحيان أخر :ص11، كما قالوا عن: الشوكاني[54]، وابن حجر الهيتمي [55]، والشاطبي [56]، وابن حجر العسقلاني [57]، والنووي.[58][59]، والسيوطي [60]، وتاج الدين السبكي [61]، وتقي الدين السبكي [62]، وابن بطال [63]، وأبو جمرة [57]، وابن التين [57]، وابن الجوزي [64]، والرازي [65]، وأبو حامد الغزالي [66]، والباقلاني [67]، والذهبي.[68] ومن المتأخرين: الشعراوي [69]، ومحمد علوي المالكي [70]، ومحمد علي الصابوني [71]، ومحمد الغزالي.[72]
- الخروج على الدولة العثمانية: يرى المؤيدون لحركة الشيخ ان من الخطأ إطلاق مصطلح الخلافة على الدولة العثمانية، إذ لم يكن حكم العثمانيين حكم خلافة بل هو حكم ملكي وانتهت الخلافة الإسلامية بوفاة علي بن ابي طالب رضي الله عنه، ثم بدء الحكم الملكي الوراثي في المسلمين. ولم تكن نجد التي ظهرت فيها الحركة تقع تحت الحكم العثماني ولم يأخذ منهم أي بيعة للسلطان العثماني عكس بقية الأقاليم الإسلامية الأخرى. وقد حاربهم محمد علي باشا بحجة أنهم خوارج على الحكم العثماني عندما كان واليًا عثمانيًّا على مصر ثم عاد هو ليحارب الدولة العثمانية ويحاول القضاء عليها عسكريا وهذا يدل على ان الحجة التي تم بها محاربة الحركة الوهابية من قبل محمد علي كانت لغرض سياسي. وتبع العالم العربي كله الحركة الوهابية ليحارب العثمانيون فيكيف يتم اتهامهم بالخوارج.
- تزوير التراث: بحذف وتغيير ما كان يخالف منهجهم من كتب التراث الإسلامي التي لا يستطيعون منع دخولها للسعودية لأن عامة المسلمين يحتاجون إليها، مثل ما فعلوا في كتاب الأذكار للنووي، وحاشية ابن عابدين الحنفي، وحاشية الصاوي على تفسير الجلالين، وحذف الجزء العاشر في بعض النسخ من الفتاوى لابن تيمية وهو الخاص بالتصوف :ص10.
- قتال من يقولون عنهم أنهم «معادون لأهل التوحيد»[73] وأخذ أموالهم وأمتعتهم[74][75] بدعوى أنهم مشركون:[76] حيث يقول المؤرخ ابن بشر: وكان قد أقام هذا الحرب نحو سبع وعشرين سنة. وذكر أن القتلى بينهم في هذه المدة نحو أربعة آلاف رجل[19]:1907. وهذا القتل وأخذ الأموال قد امتلأت به كتب التاريخ لابن غنام وابن بشر المؤرخ السعودي النجدي الحنبلي.[19]
- محاربة الامبراطورية العثمانية، حيث سعى محمد بن عبد الوهاب لإقامة مذهبه بالقوة والسيف، فاستولى على قسم كبيرمن الجزيرة العربية، وهاجم الكويت وساحل عمان ودمشق وكربلاء والنجف.
- هدم الشواهد والآثار النبوية المتبقية[77]: كما فعلوا بمكان ولادة النبي محمد بن عبد الله إذ يقولون بأن الموضع الذي ادعى أن الرسول ولد به كذبة فلا يعرف بأي دليل شرعي مكان ولادته تحديدًا، ومكان عيشه في مكة، وبستان الصحابي سلمان الفارسي حيث كانت هناك نخلة غرسها النبي محمد بن عبد الله إذ يقولون بأنها كذبة فلا نخلة يتعدى عمرها عشرة قرون، وبيت الصحابي أبي أيوب الأنصاري، وردم بئر العين الزرقاء، وبئر أريس (بئر الخاتم)، وبئر حاء، وغيرها :ص12,19. وكذا هدم الأضرحة والقباب وقبور الصحابة وآل البيت.[78] التي يقام عليهم نوع من أنواع العبادة لانها حسب اعتقادهم والتي تعتبر من وسائل الشرك والغلو في الأنبياء والصالحين، مستندين إلى حديث أخرجه مسلم في صحيحه يقول بنهى النبي محمد عن تجصيص القبور والقعود عليها والبناء عليها. رغم أنها قد تحمل قيمة تاريخية أو أثرية أو فنية أو حتى دينية لغيرهم من المسلمين أو غير المسلمين. وتمثل ذلك في هدم العديد من الشواهد في السعودية.[79] وكذلك هدم مرقد الزبير بن العوام في البصرة.[80][81][82][83][84]

## انتشار الدعوة

### شبه القارة الهندية
بدأ أحمد عرفان مع إسماعيل بن عبد الغني، دعوة إصلاحية في الهند، والبنغال، متأثرة بافكار دعوة محمد بن عبد الوهاب. ويُذكر أن أحمد عرفان تأثر بافكار دعوة محمد بن عبد الوهاب عندما حج وتنقل افكارهم واقتنع بها. وبدأ جهادا ضد السيخ والإنجليز.

### إندونيسيا
انتشرت الدعوة في إندونيسيا، تحديدا أكبر جزرها؛ وهي جزيرة سومطرة. ويعود تاريخ وصول الدعوة بعد عودة أشخاص من أهلها عام 1218 هـ / 1803 م، بعد أدائهم لمناسك الحج، الأمر الذي مكنهم من الاتصال بعلماء الدعوة والاطلاع على مبادئها عن قرب مما ولد لديهم القناعة بها والتأثر، ومن ثم أخذوا بعد عودتهم في الدعوة لها، وقد عُرفت حركتهم هذه باسم «حركة البدري»، وأطلقه عليها الهولنديون المستعمرين لإندونيسيا في تلك الفترة هذا الاسم. وتطور الوضع لحرب طاحنة بين الرافضين للدعوة، وبين اصحاب الدعوة، وأيضا بين السكان الاصليين الغير مسلمين. وعندما رأت الحكومة الهولندية في سنة 1821م خطرا من المتأثرين بالدعوة الوهابية، واستمرت المناوشات بين المستعمرين والهولنديين وبين السومطريين والوهابيين مالا يقل عن ستة عشر عاماً، انتهت بتغلب هولندا على القائمين بالحركة الوهابية. ولكن رغم الهزيمة لم يفقد أتباعها التمسك بها وقاموا بنشرها بالطرق السلمية، وقد لاقوا نجاحاً كبيراً.

## وصلات خارجية
- الكتب والمؤلفات التي تحدثت عن الوهابية.
- صيد الفوائد: ترجمة ابن عبد الوهاب.
- إسلامية لا وهابية موقع لشرح دعوة ابن عبد الوهاب.
- إلى «الجهادية» مقال لـمحمد عابد الجابري.
- مذكرات مستر همفر، الجاسوس البريطاني في البلاد الإسلامية.
- سلفية لا وهابية لا ظاهرية لا قطبية لا حرورية.
- جذور الإرهاب في العقيدة الوهابية للدكتور أحمد صبحي منصور.
- موقع وطن:في ندوة بالقاهرة علماء وخبراء يؤكدون: الوهابية خطر على الإسلام والعالم.